# بو ماثيوز
بو ماثيوز (بالإنجليزية: Bo Matthews)‏ هو لاعب كرة قدم أمريكية أمريكي، ولد في 15 نوفمبر 1951 في هنتسفيل في الولايات المتحدة.

## وصلات خارجية
- بو ماثيوز على موقع مرجع كرة القدم المحترفة.كوم (الإنجليزية)